# Anacroneuria flavicoronata
Anacroneuria flavicoronata és una espècie d'insecte plecòpter pertanyent a la família dels pèrlids.

## Descripció
- Els adults presenten el cap marró clar i les membranes alars transparents amb la nervadura marró.
- Les ales anteriors dels mascles fan 10-11 mm de llargària i les de les femelles 11.
- La placa subgenital de la femella té quatre lòbuls.
- La nimfa no ha estat encara descrita.[5]

## Hàbitat
En el seu estadi immadur és aquàtic i viu a l'aigua dolça, mentre que com a adult és terrestre i volador.

## Distribució geogràfica
Es troba a Sud-amèrica: el Perú.